# Стюарт, Мэри (писательница)
Мэри, леди Стюарт (англ. Mary, Lady Stewart; 17 сентября 1916 — 10 мая 2014) — английская романистка, известная прежде всего своей трилогией о Мерлине, в которой она смогла совместить черты исторического романа и истории в стиле фэнтези.

## Биография
Родилась в Сандерленде в семье священника. В 1939 году окончила университет Дарема и получила специальность преподавателя английского языка. В 1941—1945 годах преподавала в университете Дарема, где познакомилась со своим мужем — профессором геологии Фредериком Генри Стюартом. В 1945 году они поженились. По настоянию мужа Мэри послала в издательство рукопись своего первого романа «Мадам, вы будете говорить?», который был опубликован в 1954 году. В 1956 году Фредерик Стюарт получил должность преподавателя в Эдинбурге и переехал туда вместе с женой. Супруги Стюарт много путешествовали, что дало Мэри материал для нескольких романов, действие которых происходит за границей: во Франции, Греции, других странах.
В 2001 году Фредерик скончался. После его смерти писательница проживала в Эдинбурге вместе со своей племянницей Дженнифер Огден.

### Жизнь Мерлина
- Хрустальный грот (The Crystal Cave, 1970)
- Полые холмы (The Hollow Hills, 1973)
- Последнее волшебство (The Last Enchantment, 1979)
- День гнева / Угасший день (The Wicked Day, 1983)
- Принц и паломница / Принц и пилигрим (The Prince and the Pilgrim, 1995)

### Другие произведения
- Мадам, вы будете говорить? (Madam, Will You Talk?, 1954)
- Костер в ночи (Wildfire at Midnight, 1955)
- Гром справа / Гром небесный / Гром раздаётся справа (Thunder on the Right, 1957)
- Девять карет ожидают тебя / И девять ждут тебя карет (Nine Coaches Waiting, 1958)
- Мой брат Михаэль / Мой брат Майкл (My Brother Michael, 1959)
- Увитое плющом дерево / Дерево, увитое плющом (The Ivy Tree, 1961)
- Лунные прядильщицы / Лунные пряхи (The Moonspinners, 1962)
- Это странное волшебство / Грозные чары (This Rough Magic, 1964)
- Заколдованный конь / Мелодия над землёй / Полёты над землёй (Airs above the Ground, 1965)
- Гончие псы Гавриила (The Gabriel Hounds, 1967)
- The Wind Off the Small Isles
- Маленькая метла (детский роман)
- Ludo and the Star Horse (повесть для детей)
- Не трогай кошку (Touch Not the Cat, 1976)
- A Walk in Wolf Wood (повесть для детей)
- Терновая обитель / Торнихолд (Thornyhold, 1988)
- Frost on the Window and other poems
- Башня из слоновой кости / Малая качурка (Stormy Petrel, 1991)
- Розовый коттедж (Rose Cottage, 1997)

## Экранизации
- «Мерлин из хрустальной пещеры»
- «Лунные пряхи» / The Moon-Spinners (1964)
- Мэри и ведьмин цветок (2017)

## Премии и награды
- 1971, Mythopoeic Awards, Мифопоэтическая премия фэнтези за «Хрустальный грот» (The Crystal Cave)
- 1974, Mythopoeic Awards, Мифопоэтическая премия фэнтези за «Полые холмы» (The Hollow Hills)